# スマイル金曜日
スマイル金曜日（すまいるきんようび）は山陰放送（BSSラジオ）で毎週金曜日12時45分～15時55分に放送されていたラジオ番組。通称、スマ金。
2006年4月7日の放送開始から2013年9月27日までは午前8時15分～10時45分に「am」、午後0時40分～3時55分に「pm」として放送し、BSSラジオで現在放送されている番組としては放送時間が最も長かったが、2013年10月4日より新番組「かっとばし金曜日」の放送開始により午後のみの放送となる。2016年3月25日をもって10年の歴史に幕を閉じ、「午後はドキドキ!」に引き継がれた。

## パーソナリティー
- 大田祐樹（2006年4月7日～2016年3月25日）（BSSアナウンサー）
- 岡村帆奈美（2013年10月4日～2016年3月25日）（担当時BSSアナウンサー）

## 過去のパーソナリティー
- 和田季子（2006年4月7日～2007年3月30日）（担当時BSSアナウンサー）
- 田中亜矢（2007年4月6日～2008年2月8日）（担当時BSSアナウンサー）
- 坪山奏子（2008年2月15日～2009年4月3日）（担当時BSSアナウンサー）
田中亜矢の産休により交代して担当した。
- 上原伊代（2009年4月10日～2010年4月2日）
- 武藤恵美（2010年4月9日～2012年3月30日）
- 神田沙織（2012年4月6日～2013年9月27日）

## タイムテーブル
- ニュース(12:55・1:55・2:55）
- 天気予報(1:00・2:00）
- トヨタ街角ステーション(1:10）
- まわれ!!ドーナツ盤(1:20）
- 太平洋へひとっとび(1:45）
- 食のみやこ鳥取探検隊が行く!(2:10）
- 先本英司の暮らしオールアバウト(2:30）
- ティータイムスポット(3:00）
- ハイ＆ロースマ金スーパー(3:40）

## テーマ曲
大塚愛「SMILY」
- 曲の最後にいろんな人たちの笑い声が出る。
- イントロ前に「ムーミン」と、「ウルトラマン」のイントロを編集したものを合成している。[要出典]